# 野村不動産ビルディング
野村不動産ビルディング株式会社（のむらふどうさんビルディング）は、かつて存在した日本の不動産会社である。オフィスや住宅（社宅等が中心）の不動産賃貸、住宅分譲、保守管理を主な事業とする。野村不動産グループ。元東芝グループ。

## 概要
1972年に東芝住宅産業株式会社として設立される。
後に東芝建物株式会社に商号変更。その後は東芝グループ各社と合併を繰り返し、2002年に東芝不動産株式会社となる。大手家電メーカー東芝傘下の不動産会社として長らく経営してきた。
リーマン・ショックによる東芝の経営悪化に伴い、2008年（平成20年）12月、当時100%出資の親会社であった株式会社東芝が、東芝不動産株式の65%を野村不動産ホールディングスに売却したことで野村不動産グループ入りした。それに伴い、NREG東芝不動産株式会社に商号変更した。商号の"NREG"は、"Nomura Real Estate Group"の頭文字をとった略称である。
2015年、東芝がNREG東芝不動産株式の30%を野村不動産ホールディングスに売却し、東芝の出資比率は5%となった。
2020年4月1日、東芝の所有する全株式を野村不動産が取得し、野村不動産の100%子会社となった。それに伴い、野村不動産ビルディング株式会社に商号変更した。子会社として保守管理を行うNREG東芝不動産ファシリティーズを持っていたが、NREG東芝不動産ファシリティーズ株式会社は同日、野村不動産パートナーズ株式会社に統合された。
2022年4月1日、野村不動産と合併し消滅。
保有する不動産に、浜松町ビルディング、梅田スカイビル、ラゾーナ川崎がある。